# Загра Махмуді
Загра Махмуді (нар. 1990) — афганська футболістка, тренерка та феміністка. Колишня капітанка жіночої збірної Афганістану з футболу. У 2007 році стала однією з засновниць жіночої збірної Афганістану з футболу, за яку виступала до кінця 2013 року. Перша жінка-футбольна тренерка в Афганістані.

## Ранні роки
Народилася 1990 року поблизу Тегерану в родині біженців-хазарейців, які 1975 року втікли від переслідувань в Афганістані. У 2000 році, коли Захрі виповнилося дев'ять, вона організувала у своїй школі жіночий футбольний клуб, але його закрила адміністрація навчального закладу. Невдовзі після цього її батько створив невелику майстерню з виготовлення футбольних м'ячів; Махмуді працювала в магазині вдень, а вечорами потайки займалася футболом. У 2004 році уряд Ірану заборонив афганським біженцям відвідувати школу, тому сім'я вирішила повернутися в Афганістан. Махмуді почала організовувати неформальні змагання з жіночого футболу в Кабулі.

## Кар'єра гравчині та тренерки
У 2007 році Футбольна федерація Афганістану запросила Махмуді до складу першої жіночої збірної Афганістану з футболу. Вона стала капітанкою команди в 2010 році, очолила її на жіночому чемпіонаті Федерація футболу Південної Азії 2010 року — вперше, коли афганська команда взяла участь у вищевказаних змаганнях. Команда повернулася під її керівництвом у 2012 році. Також грала за різні клуби міста Кабула, включаючи «Паям» (2007-2010), «Кабул» (2010-2012) та «Рабі Балкхі» (2012-2013). 
Махмуді була першою жінкою-футбольною тренеркою в Афганістані, в 2011 році отримала тренерську ліцензію АФК «C». Вона заснувала та тренувала дівочу збірну Афганістану (WU-14), а також була головою жіночого комітету Футбольної федерації Афганістану.
У 2013 році Загра Махмуді отримала гуманітарну нагороду від Мухаммеда Алі в Луїсвіллі, штат Кентуккі, премію «Принцип духовності», яку вручили Махмуді за її зусилля у просуванні прав жінок в Афганістані через спорт. Через погрози з боку Талібану вона не повернулася в Афганістан, а подала заяву на притулок у Канаді та оселилася в Торонто.
У Торонто Махмуді працює спортивною амбасадоркою в організації Right to Play, яка прагне побудувати спільноти за допомогою спорту. У червні 2019 року закінчила Гвельфський університет й здобула ступінь бакалавра в галузі міжнародного розвитку, удостоєна премії за дослідження міжнародного розвитку 2019 року, що представляє головну сферу розвитку економіки та бізнесу.